# 2011 HO60
2011 HO60, também escrito como 2011 HO60, é um corpo menor que está localizado no disco disperso, uma região do Sistema Solar. Este objeto está em uma ressonância orbital de 2:11 com o planeta Netuno. O mesmo possui uma magnitude absoluta de 6,1 e tem um diâmetro com cerca de 265 km. O astrônomo Mike Brown lista este corpo celeste em sua página na internet como um candidato a possível planeta anão.

## Descoberta
2011 HO60 foi descoberto no dia 26 de abril de 2011.

## Órbita
A órbita de 2011 HO60 tem uma excentricidade de 0,612 e possui um semieixo maior de 94,517 UA. O seu periélio leva o mesmo a uma distância de 34,183 UA em relação ao Sol e seu afélio a 152 UA.